# Mettmann
Mettmann település Németországban, azon belül Észak-Rajna-Vesztfália tartományban. Lakosainak száma 39 197 fő (2023. december 31.). Mettmann Düsseldorf, Wuppertal, Haan és Ratingen községekkel határos.

## Népesség
A település népességének változása:
| Lakosok száma | 36 837 | 35 982 | 38 812 | 38 708 | 39 300 | 38 291 | 38 829 | 38 829 | 39 134 | 39 197 |
|               | 1975   | 1985   | 1995   | 2000   | 2010   | 2015   | 2018   | 2019   | 2022   | 2023   |